# Ямадаев, Джабраил Бекмирзаевич
Джабраи́л Бекмирза́евич Ямада́ев (16 июня 1970, Гудермес, ЧИАССР, РСФСР, СССР — 5 марта 2003, Ведено, Чеченская Республика, Российская Федерация) — командир роты особого назначения при военной комендатуре Чеченской Республики, лейтенант, Герой Российской Федерации (2003).

## Биография
Чеченец. Принадлежал к тайпу Беной. В 1986 году окончил школу № 4 города Гудермеса. В 1988 году призван в ряды Советской Армии. Проходил срочную службу в ракетных войсках на территории Алтайского края, демобилизован в 1990 году.
Братья (Руслан Ямадаев погиб в 2008 году; Сулим Ямадаев умер после покушения 28 марта 2009 года) — Герои Российской Федерации.

### Военная карьера
В 1996 году поступил в Институт управления бизнеса и права на юридический факультет. В 1998 году участвовал в боях с ваххабитами в родном Гудермесе. Вместе с братьями оборонял один из самых опасных участков в районе моста через реку Белка и 1-й горбольницы. В 1999 году, благодаря его переговорам с российскими генералами, удалось спасти от разрушения Гудермес и выдавить оттуда боевиков. Затем аналогичные акции состоялись в Курчалое и Ножай-Юрте. За несколько месяцев Джабраил сдал около трёхсот единиц оружия и большое количество боеприпасов.

### Батальон «Восток»
В марте 2002 года из сторонников клана Ямадаевых была сформирована специальная рота военной комендатуры Чеченской Республики, позднее преобразованная в батальон «Восток». Костяк её составляли бывшие боевики Второго батальона Национальной гвардии, перешедшие на сторону федеральных войск. 10 марта 2002 года Джабраил Ямадаев заключил контракт для прохождения военной службы в рядах Вооружённых сил Российской Федерации и был назначен командиром этой роты.
Только за год рота особого назначения провела 18 спецопераций в горах и 23 — на равнине, 114 разведывательно-поисковых мероприятий. Спецназ уничтожил 16 баз в горах, 23 боевиков из банды «Барона» Арапханова, 18 — из группы полевого командира «Кана» Бедиева. Всего же было ликвидировано 137 боевиков, в том числе 11 «амиров» и 3 полевых командира.

## Гибель
Джабраил Ямадаев погиб в селении Ведено на юге республики в ночь с 4 на 5 марта 2003 года. Боевики взорвали его с помощью радиоуправляемого устройства.

## Награды
Указом Президента Российской Федерации № 348 от 22 марта 2003 за мужество и героизм, проявленные при исполнении воинского долга в Северо-Кавказском регионе Российской Федерации, лейтенанту Ямадаеву Джабраилу Бекмирзаевичу присвоено звание Героя Российской Федерации посмертно.

## Память
В 2003—2009 годах улица Ватутина в городе Гудермесе была названа именем Джабраила Ямадаева.